# أبو أسامة المصري
محمد أحمد علي العيسوي، المعروف باسم أبو أسامة المصري هو قائد تنظيم أنصار بيت المقدس وأمير تنظيم الدولة الإسلامية في سيناء بعد مبايعته تنظيم الدولة الإسلامية. لا توجد معلومات مؤكدة عن هويته، حيث أن الجهات الأمنية لم تعلن بشكل رسمي عن هويته، إلى جانب أن المصري لا يزال يظهر إلى الآن في مقاطع الفيديو وقد تم تشويش وجهه حتى لا يعرفه أحد، وبحسب تقرير نشر عنه في بوابة الحركات الإسلامية، فإن أبو أسامة المصري من محافظة شمال سيناء، هو من مواليد أوائل السبعينيات، وينتمى إلى عائلة كبيرة في مدينة العريش. يعتقد أن أبو أسامة اعتقل قبل الثورة المصرية عام 2011، في أكتوبر 2014، يعتقد أنه سافر إلى سوريا مع حوالي 20 شخصًا عندما قامت قوات الأمن بقمع المسلحين بعد الإطاحة بالرئيس المصري السابق محمد مرسي في 2013.[بحاجة لمصدر]

## التدريب بغزة
أفادت بعض التقارير الصحفية، أن أبا أسامة المصري تلقى تدريبات عالية في قطاع غزة، مستغلًا الأنفاق الحدودية مع القطاع الفلسطيني، إلى جانب مشاركته في القتال الدائر في سوريا من نحو أربع سنوات.

## مريض البهاق
ظهر أبو أسامة في العديد من مقاطع الفيديو، وهو يتحدث عن التنظيم وشرعية ما يقوم به من عمليات، وظهر في تلك الأشرطة وبدت على يديه علامات مرض البهاق، ومن مقاطع الفيديو التي ظهر فيها: مقطع الفيديو الخاص بتفجير كمين كرم القواديس، وفي فيديو آخر وهو يؤم أعضاء التنظيم في صلاة العيد.
كما قالت تقارير أخرى أن أبا أسامة المصري مُقيم في محافظة الشرقية، واعتنق الفكر الجهادي منذ عدة سنوات، ويعد من أخطر العناصر الجهادية وله شخصية مؤثرة في كل من حوله من العناصر الجهادية داخل وخارج سيناء.

## الدور التظيمي
أشارت بعض التقارير الإعلامية أشارت إلى أن أبو أسامة كان يقود تنظيم «أنصار بيت المقدس» قبل بيعته لأبو بكر البغدادي، ويتنقل بين سيناء وقطاع غزة عبر الأنفاق الحدودية، ويتنقل بالمناطق الصحراوية بين مدينتي رفح والشيخ زويد وسط حراسة أمنية من عناصر التنظيم والذين يحملون الجنسية المصرية وجنسية إحدى الدول العربية.

## بيعته لأبي بكر البغدادي
وردت أنباء وأخبار مقتله والقبض عليه في وسائل الإعلام لأكثر من 10 مرات، إلا أن هذا كله تفند بعد ظهوره في فيديو مبايعة البغدادي في نوفمبر عام 2014، لكن في يناير الماضي أعلن القبض عليه مرة أخرى.

## مقتله
زعم مقطع فيديو نشره تنظيم ولاية سيناء مقتل أبي أسامة المصري في يونيو 2018 خلال غارة جوية على أحد مواقع التنظيم.